# Martin Ruland, o Velho

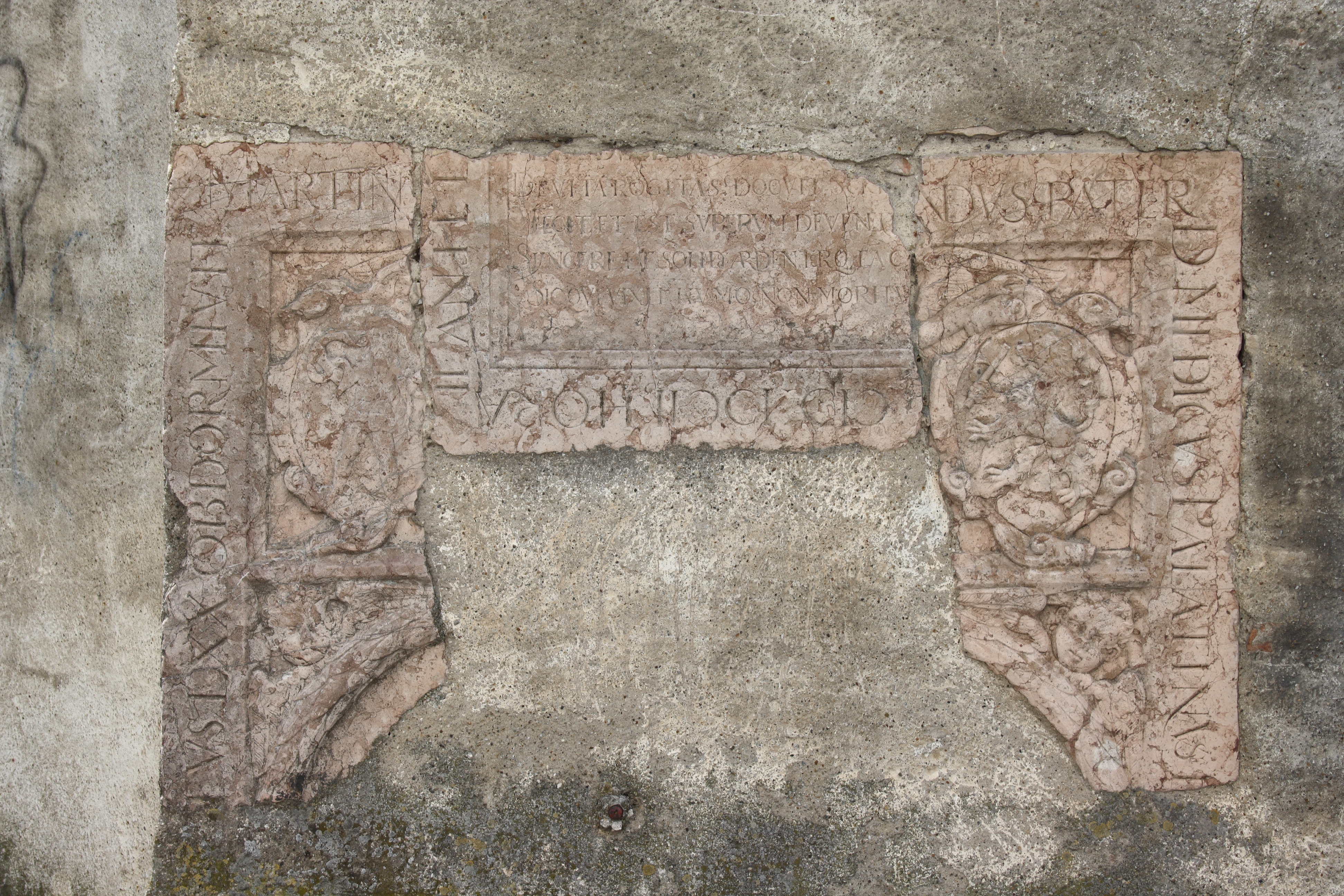
Fragmento do túmulo de Martin Ruland, o Velho em Lauingen

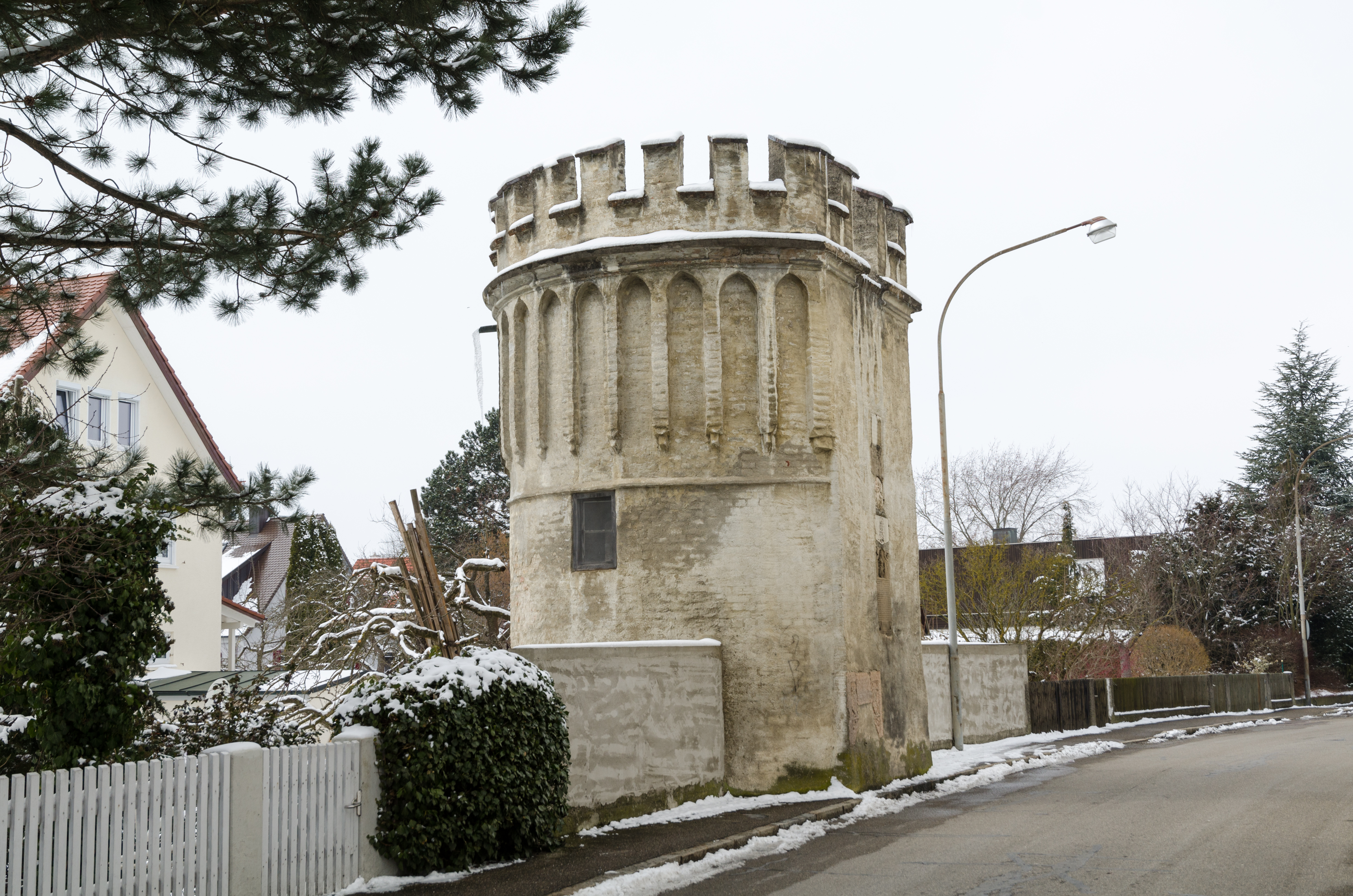
Torre do muro da fortificação da cidade em Lauingen, no distrito de Dillingen, no Danúbio (Baviera) no Oberanger, atrás da igreja paroquial de São Martint. Local do túmulo de Martin Ruland, o Velho

Martin Ruland, o Velho, também Martinus Rulandus (* 1532 em Frisinga, † 3 de fevereiro de 1602, em Praga), era um médico alemão, alquimista e estudioso da Filologia Grega. Ele foi considerado um seguidor de Paracelso, um paracelsista.

## Vida
Ruland era filho do farmacêutico Balthasar Ruland (1489-1534). Depois de completar seus estudos, ele trabalhou como médico de banho em Giengen. A partir de 1565, Ruland ensinou no Lauingen Gymnasium illustre (hoje Albertus-Gymnasium) como professor publicus de farmácia, física e do grego. Em Lauingen ele atuou como Stadtphysicus (médico público) e médico pessoal do conde Palatino Filipe Luís.
Mais tarde, Ruland mudou-se para Praga como médico pessoal do Rodolfo II (1552-1612). Ele morreu lá com a idade de setenta anos. Sua lápide gravada é preservada como um fragmento na torre da muralha de Oberanger, em Lauingen.
Ruland tinha seis descendentes bem conhecidos. Quatro de seus filhos se tornaram médicos também. Seu filho, Martin Ruland, o Jovem, foi mais tarde conhecido também como médico e alquimista.

## Obra
- Medicina practica recente e nova. Straßburg 1564.
- Curationum empiricarum et historicarum centuriae X. (A cura empírica e histórica no séc. X) Basiléia 1578.
- Alchemiae Lexicon 1612;
- Defesa da AlquimiaMedicina Practica Recens Et Nova
- Synonymia Latino-Græca 1624
- Testimonia S. Patrum, quibus explicatur 1561.

### Observações
Os escritos de Ruland estão ligados às visões alquímicas de seu tempo. Como medicamentos, ele usava principalmente o antimônio. Ele era conhecido por ser baseado em Kaliumantimonyltartrat (tartarato de potássio e antimônio) preparado em vinho (chamado de aqua benedicta rulandi ou Rulandswasser), que até o século XIX encontrava-se na farmacopeias.
Ruland é considerado como o primeiro descritor dos sintomas clínicos da epilepsia de Rolando (1597), que apesar de seu nome a semelhança não foi nomeado depois dele, mas depois que o anatomista italiano Luigi Rolando. Além de seu trabalho médico Ruland escreveu obras médicas, como a sangria e a utilização do balneológico (o uso da água na doença) e escritos na língua grega tal como, por exemplo, o amplamente utilizado Dictionarium latino-graecum sive synonymorum (Augsburgo, 1589, Anger).
Ruland, o Velho era, anteriormente, na enciclopédia da alquimia, confundido com seu filho Ruland, o Jovem.